# Harold en Italie
Harold en Italie (Harold a Itàlia), op. 16, és una simfonia programàtica amb viola obligada d'Hector Berlioz. Va ser composta l'any 1834 i pel seu caràcter lliure està més prop d'un poema simfònic que d'una simfonia convencional.

## Estrena
Niccolò Paganini (1782-1840) va encoratjar Berlioz (1803-1869) a compondre Harold en Italie. S'havien conegut després d'un concert d'obres de Berlioz dirigit per Narcisse Girard el 22 de desembre de 1833, tres anys abans de l'estrena de la Symphonie fantastique. Paganini havia adquirit una superba viola, una Stradivarius — « Però no en dispose de música adequada. Voldríeu compondre un solo per a viola? Sou l'única persona en què confie per a aquesta tasca ».
Berlioz va començar « component un solo per a viola, però involucrant l'orquestra de manera que la seua contribució no es veiés limitada ». Quan Paganini va veure l'esbós de l'allegro, amb tots els silencis de la part de viola, va dir a Berlioz que no volia això, i que esperava estar tocant contínuament.
Aleshores van separar-se, amb un Paganini amoïnat. Paganini aviat va anar-se'n a Niça, on va morir l'any 1840 d'un càncer de larinx que a poc a poc havia anat desfigurant-lo.

## Descripció
Harold en Italie és una obra en quatre moviments, tranquil·la i poètica. Inclou una important i innovadora part per a viola — un ombrívol i evocador instrument que sovint té un paper secundari en la textura orquestral, però que en altres casos s'empra per a expressar un caràcter dramàtic o una personalitat malencònica.
El poema Childe Harold's Pilgrimage de Lord Byron va ser l'inspirador del caràcter de Harold. El poema és un fragment èpic amb un heroi romàntic prototípic com a protagonista. Berlioz va escriure, « La meua intenció era la de compondre una sèrie d'escenes orquestrals, en les quals la viola solista s'involucraria com un participant més o menys actiu, però mantenint el seu propi caràcter. Situant-la al mig de les memòries poètiques tretes dels meus vagarejos pels Abruzzi, vaig voler fer de la viola una mena de somniador malencònic a la manera del Childe-Harold de Byron. » El fet que hagués reciclat algun material de la seua descartada obertura orquestral, Rob-Roy, no s'hi esmenta.
El primer moviment ("Harold aux montagnes") descriu les escenes en què Harold, el personatge malencònic, es troba a les muntanyes. Al segon moviment ("Marche des pélerins"), Harold acompanya un grup de pelegrins.
El tercer moviment ("Sérénade") conté una escena d'amor; algú toca una serenata per a la seua amant. Al quart moviment, ("Orgie de brigands"), esgotat emocionalment i deprimit, Harold busca el consol en la companyia d'una colla de personatges perillosos i salvatges, potser en una taverna. Jacques Barzun ens recorda que « El bandoler de l'època de Berlioz és el venjador de la injustícia social, el rebel contra la Ciutat, que fuig a la natura com a mitjà de guarir les ferides de l'home social ».
Al llarg de la simfonia, la viola representa al personatge de Harold. La manera en què la viola repeteix balbucejant la seua frase inicial — guanyant confiança, com si anara prenent cos una idea, abans que la melodia completa sorgisca completament — va ser objecte de sàtira en una revista musical després de l'estrena. Començava "Ha! ha! ha! – haro! haro! Harold!"— un toc irònic que el mateix Berlioz recordaria anys després a les seues Memòries.

## Història
Harold a Itàlia va ser estrenada el 23 de novembre de 1834 amb l'Orchestre de la Société des Concerts du Conservatoire, Chrétien Urhan a la viola, sota la direcció de Narcisse Girard. Tot i que el segon moviment "Marxa dels Pelegrins" va ser bisat, la vetlada va contribuir a la decisió de Berlioz de dirigir ell mateix la seua música en el futur.
Paganini no va escoltar la música que havia encarregat fins al 16 de desembre de 1838; llavors va quedar-ne tan colpit que, després del concert, va arrossegar Berlioz a l'escenari, s'hi va agenollar i va besar la mà del compositor davant d'un públic encisat i amb els músics aplaudint. Pocs dies després va trametre a Berlioz una carta de felicitació, incloent-hi un xec bancari de 20.000 francs.
Franz Liszt va preparar-ne una versió per a viola i piano l'any 1836 (S.472).
El primer enregistrament se'n va fer l'any 1946, amb William Primrose i l'Orquestra Simfònica de Boston sota la direcció de Serge Koussevitzky.
A Catalunya es va representar el primer moviment, Harold per les muntanyes, per primera vegada el 15 de maig de 1930 al Palau de la Música de Barcelona interpretat per l'Orquestra Pau Casals dirigida per Pau Casals.

## Enregistraments
- William Primrose, Orquestra Simfònica de Boston, Serge Koussevitzky, 1944
- William Primrose, Royal Philharmonic Orchestra, Charles Münch
- William Primrose, Royal Philharmonic Orchestra, Sir Thomas Beecham
- Wolfram Christ, Orquestra Simfònica de Berlín, Lorin Maazel
- Nobuko Imai, Orquestra Simfònica de Londres, Sir Colin Davis, 1975
- Iuri Baixmet, Orquestra Simfònica de la Ràdio de Frankfurt, Eliahu Inbal
- Tabea Zimmermann, Orquestra Simfònica de Londres, Sir Colin Davis, 2003